# Амансіо Вільямс
Ама́нсіо Ві́льямс (ісп. Amancio Williams; 13 лютого 1913, Буенос-Айрес — 14 жовтня 1989) — аргентинський архітектор, представник конструктивізької течії архітектури.

## Біографія
Народився 13 лютого 1913 в Буенос-Айресі. У 1939—1941 роках навчався в Університеті Буенос-Айреса.
Помер 14 жовтня 1989 року.

## Архітектурна діяльність

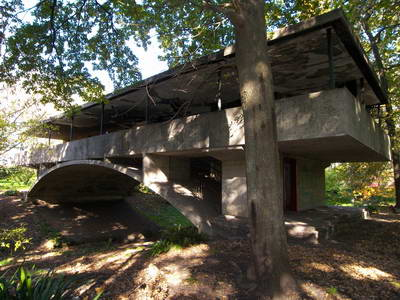
Будинок в Мар-дель-Платі

Виступав з критикою надмірного розростання сучасних міст. Для його творчості  характерні майстерність планування, пластичність і свобода просторової композиції будівель.  Співпрацював з Вальтером Ґропіусом, Людвігом Міс ван дер Рое і Ле Корбюзьє. Серед споруд:
- «Будинок над струмком» в Мар-дель-Плата (1945—1947);
- лікарня в Коррієнтесі;
- адміністративні будівлі в Буенос-Айресі;
- промислова школа в Олаваррії.

## Відзнаки
Золота медаль на Всесвітній виставці в Брюсселі (1958).